# Janov (Rakovníki járás)
Janov település Csehországban, Rakovníki járásban. Janov Měcholupy, Kounov, Deštnice, Svojetín és Milostín településekkel határos. Lakosainak száma 154 fő (2024. január 1.).

## Népesség
A település lakosságának változását az alábbi diagram mutatja:
| Lakosok száma | 292  | 303  | 308  | 218  | 142  | 100  | 127  | 139  | 140  | 154  |
|               | 1869 | 1890 | 1921 | 1950 | 1980 | 2001 | 2017 | 2019 | 2022 | 2024 |